# فرمانروای تمام روس
فرمانروا و شاهزادهٔ بزرگ تمام روس (به روسی: Государь и Великий Князь всея Руси) یا به اختصار فرمانروای تمام روس، از عناوین رسمی شاهزادگان بزرگ مسکو از سال ۱۴۴۶ تا ۱۵۴۷ میلادی بود. این عنوان بعدها با تزار تمام روسیه جایگزین شد.

## پیش‌زمینه
عبارت «تمام روس» در عنوان فرمانروایان دوره مسکووی، در ابتدا نمادی از ادعای متحد کردن تمام سرزمین‌های روسیه کهن نبود؛ بلکه صرفاً ادعای برتری صاحبان آن بر سایر شاهزادگان روسی بود. تمایل به بازپس‌گیری اراضی تحت تصرف دوک‌نشین بزرگ لیتوانی تا پیش از دههٔ ۹۰-۱۴۸۰ و در زمان ایوان سوم که با تشدید تضادها بین دولت‌ها همراه بود، مشاهده نشده است. در اختلافات با لیتوانی، شاهزادگان مسکو شروع به تکیه بر ایدهٔ «تمام روس» به عنوان ادعایی بر میراث‌داری سرزمین‌های دودمان روریک کردند.

## تاریخچه

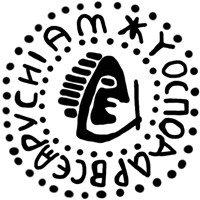
پشت یک سکه از دیمیتری شیمیاکا با عبارت «فرمانروای تمام روس» (ospodar vseya rusii)

دیمیتری شیمیاکا از سال ۱۴۴۶ از عنوان «فرمانروا» (به روسی: Господарь) استفاده کرد و با این عنوان برای خود سکه ضرب کرد. پس از اینکه برادرش واسیلی دوم به مسکو بازگشت و مقام «شاهزاده بزرگ مسکو» را پس گرفت، او نیز عنوان فرمانروا را رسماً به تصویب رساند و شروع به ضرب سکه با آن کرد.
ایوان سوم که خود را وارث تمام سرزمین‌های روس کی‌یف سابق می‌دانست، به دنبال گسترش قلمرو خود و ازدواج با سوفیا پالایولوژینا، در سال ۱۴۹۳ عنوان «فرمانروای تمام روس» (به روسی: Государь всея Руси) را به خود اختصاص داد و مدعی تمام سرزمین‌های روس کی‌یف، ازجمله مناطق تحت کنترل لیتوانی شد. عنوان سلطنتی کامل او این بود: «ایوان، به فضل خداوند، فرمانروای تمام روس و شاهزادهٔ بزرگ ولادیمیر و مسکو و نووگورود و پسکوف و تور و یوگورسک و پرم و بلغار و دیگر سرزمین‌ها». در مکاتبات دیپلماتیک، نسخهٔ لاتین شده عنوان وی «صاحب تمام روس» (به لاتین: dominus totius Russiae) بود.
یکپارچگی قلمرو روس‌ها در زمان سلطنت وی و پایان «یوغ مغول» در روسیه، احساس یک نقش امپریالیستی به عنوان «حاکم تمام سرزمین‌های روسیه» را در شاهزادهٔ بزرگ مسکو پرورش می‌داد. ایوان سوم همچنین از عنوان تزار (به روسی: Царь) در مکاتبات خارجی خود استفاده می‌کرد. پس از ایوان، جانشینش واسیلی سوم این عنوان را به خود گرفت. پس از او در سکه‌های اولیه ایوان چهارم نیز عبارت «شاهزادهٔ بزرگ ایوان واسیلیوویچ فرمانروای تمام روس» ضرب می‌شد. پس از معرفی عنوان رسمی تزار، واژگان «شاهزاده» و سپس «فرمانروا» همچنان در عناوین کامل فرمانروایان روسیه ذکر شدند، اما هرگز دوباره همراه با عبارت «تمام روس» نبودند. از آن پس، تنها واژهٔ تزار پیش از عبارت ذکر می‌شد؛ به صورت تزار تمام روسیه.